# William Somerville
William Meredyth Somerville (1802 - 7 décembre 1873) est un homme politique libéral anglo-irlandais.

## Biographie
Il est le fils de Marcus Somerville, 4e baronnet de Somerville, dans le comté de Meath, et de Mary Anne, fille de Richard Gorges-Meredyth, 1er baronnet. Il fait ses études à Christ Church, Oxford.
Il est élu au Parlement pour Drogheda en 1837, un siège qu'il occupe jusqu'en 1852, et sert sous John Russell en tant que sous-secrétaire d'État pour le ministère de l'Intérieur de 1846 à 1847 et en tant que Secrétaire en chef pour l'Irlande de 1847 à 1852 pendant les pires périodes de la Grande Famine. 
En 1847, il est admis au Conseil privé. Il perd son siège aux élections générales de 1852, mais est élu avec succès pour Cantorbéry en 1854 et continue à représenter cette circonscription jusqu'en 1865. En 1863, il est élevé à la pairie d'Irlande sous le titre de baron Athlumney, de Somerville et de Dollarstown dans le comté de Meath, et en 1866, il est créé baron Meredyth, de Dollarstown dans le comté de Meath, dans la pairie de le Royaume-Uni. Ce deuxième titre commémore son lien avec la famille Meredyth.

## Famille
Lord Athlumney épouse Maria Harriet, fille de Henry Conyngham (1er marquis Conyngham), en 1832. Ils ont un fils (mort en bas âge) et une fille. Après sa mort en décembre 1843, il épouse en secondes noces Maria Georgiana Elizabeth, fille d'Herbert George Jones, en 1860. Ils ont deux fils (dont le plus jeune meurt enfant). Lord Athlumney est décédé à Douvres, dans le Kent, en décembre 1873 et est remplacé par son fils aîné et unique survivant de son second mariage, James. Lady Athlumney est décédée en janvier 1899, à l'âge de 67 ans.